# 동인문학상
동인문학상(東仁文學賞)은 소설가 김동인을 기리기 위해 재정된 상으로, 현대문학상과 함께 국문학계에서 위상이 높은 문학상이다. 1955년 《사상계》에서 재정하여 1956년부터 시상을 시작했다. 이후 동인문학상은 1956년부터 1967년까지는 사상계사, 1979년부터 1985년까지는 동서문화사, 1987년부터는 조선일보사에서 주관하고 있다.

## 역대 수상 작품
| 회     | 수상년도      | 작가          | 작품                                     | 주최           |
| ------ | ------------- | ------------- | ---------------------------------------- | -------------- |
| 제1회  | 1956년        | 김성한        | 《바비도》                               | 《사상계》     |
| 제2회  | 1957년        | 선우휘        | 《불꽃》                                 | 《사상계》     |
| 제3회  | 1958년        | 오상원        | 《모반》                                 | 《사상계》     |
| 제4회  | 1959년        | 손창섭        | 《잉여인간》                             | 《사상계》     |
| 제5회  | 1960년        | 서기원        | 《이 성숙한 밤의 포옹》 (당선 후보작)    | 《사상계》     |
| 제5회  | 1960년        | 이범선        | 《오발탄》 (당선 후보작)                 | 《사상계》     |
| 제6회  | 1961년        | 남정현        | 《너는 뭐냐》                            | 《사상계》     |
| 제7회  | 1962년        | 이호철        | 《닳아지는 살들》                        | 《사상계》     |
| 제7회  | 1962년        | 전광용        | 《꺼삐딴 리》                            | 《사상계》     |
| 제8회  | 1963년        | -             | 당선작 없음                              | 《사상계》     |
| 제9회  | 1964년        | 송병수        | 《잔해》                                 | 《사상계》     |
| 제10회 | 1965년        | 김승옥        | 《서울 1964년 겨울》                     | 《사상계》     |
| 제11회 | 1966년        | 최인훈        | 《웃음소리》                             | 《사상계》     |
| 제12회 | 1967년        | 이청준        | 《병신과 머저리》                        | 《사상계》     |
| 중단   | 1968년~1978년 | -             | -                                        | -              |
| 제13회 | 1979년        | 조세희        | 《난장이가 쏘아올린 작은 공》            | 《동서문화사》 |
| 제14회 | 1980년        | 전상국        | 《우리들의 날개》                        | 《동서문화사》 |
| 제15회 | 1982년        | 이문열        | 《금시조》                               | 《동서문화사》 |
| 제15회 | 1982년        | 오정희        | 《동경》                                 | 《동서문화사》 |
| 제16회 | 1984년        | 김원일        | 《환멸을 찾아서》                        | 《동서문화사》 |
| 제17회 | 1985년        | 정소성        | 《아테네 가는 배》                       | 《동서문화사》 |
| 중단   | 1986년        | -             | -                                        | -              |
| 제18회 | 1987년        | 유재용        | 《어제 울린 총소리》                     | 《조선일보사》 |
| 제19회 | 1988년        | 박영한        | 《지옥에서 보낸 한철》                   | 《조선일보사》 |
| 제20회 | 1989년        | 김문수        | 《만취당기》                             | 《조선일보사》 |
| 제21회 | 1990년        | 김향숙        | 《안개의 덫》                            | 《조선일보사》 |
| 제22회 | 1991년        | 김원우        | 《방황하는 내국인》                      | 《조선일보사》 |
| 제23회 | 1992년        | 최윤          | 《회색 눈사람》                          | 《조선일보사》 |
| 제24회 | 1993년        | 송기원        | 《아름다운 얼굴》                        | 《조선일보사》 |
| 제25회 | 1994년        | 박완서        | 《나의 가장 나종 지니인 것》             | 《조선일보사》 |
| 제26회 | 1995년        | 정찬          | 《슬픔의 노래》                          | 《조선일보사》 |
| 제27회 | 1996년        | 이순원        | 《수색,어머니 가슴속으로 흐르는 무늬》   | 《조선일보사》 |
| 제28회 | 1997년        | 신경숙        | 《그는 언제 오는가》                     | 《조선일보사》 |
| 제29회 | 1998년        | 이윤기        | 《숨은 그림 찾기1》                      | 《조선일보사》 |
| 제30회 | 1999년        | 하성란        | 《곰팡이꽃》                             | 《조선일보사》 |
| 제31회 | 2000년        | 이문구        | 《내 몸은 너무 오래 서 있거나 걸어왔다》 | 《조선일보사》 |
| 제32회 | 2001년        | 김훈          | 《칼의 노래》                            | 《조선일보사》 |
| 제33회 | 2002년        | 성석제        | 《황만근은 이렇게 말했다》               | 《조선일보사》 |
| 제34회 | 2003년        | 김연수        | 《내가 아직 아이였을 때》                | 《조선일보사》 |
| 제35회 | 2004년        | 김영하        | 《검은 꽃》                              | 《조선일보사》 |
| 제36회 | 2005년        | 권지예        | 《꽃게 무덤》                            | 《조선일보사》 |
| 제37회 | 2006년        | 이혜경        | 《틈새》                                 | 《조선일보사》 |
| 제38회 | 2007년        | 은희경        | 《아름다움이 나를 멸시한다》             | 《조선일보사》 |
| 제39회 | 2008년        | 조경란        | 《풍선을 샀어》                          | 《조선일보사》 |
| 제40회 | 2009년        | 김경욱        | 《위험한 독서》                          | 《조선일보사》 |
| 제41회 | 2010년        | 김인숙        | 《안녕, 엘레나》                         | 《조선일보사》 |
| 제42회 | 2011년        | 편혜영        | 《저녁의 구애》                          | 《조선일보사》 |
| 제43회 | 2012년        | 정영문        | 《어떤 작위의 세계》                     | 《조선일보사》 |
| 제44회 | 2013년        | 이승우        | 《지상의 노래》                          | 《조선일보사》 |
| 제45회 | 2014년        | 구효서        | 《별명의 달인》                          | 《조선일보사》 |
| 제46회 | 2015년        | 김중혁        | 《가짜 팔로 하는 포옹》                  | 《조선일보사》 |
| 제47회 | 2016년        | 권여선        | 《안녕 주정뱅이》                        | 《조선일보사》 |
| 제48회 | 2017년        | 김애란        | 《바깥은 여름》                          | 《조선일보사》 |
| 제49회 | 2018년        | 이기호        | 《누구에게나 친절한 교회 오빠 강민호》   | 《조선일보사》 |
| 제50회 | 2019년        | 최수철        | 《독의 꽃》                              | 《조선일보사》 |
| 제51회 | 2020년        | 김숨          | 《떠도는 땅》                            | 《조선일보사》 |
| 제52회 | 2021년        | 윤성희        | 《날마다 만우절》                        | 《조선일보사》 |
| 제53회 | 2022년        | 조해진 (작가) | 《완벽한 생애》                          | 《조선일보사》 |
| 제54회 | 2023년        | 정영선        | 《아무것도 아닌 빚》                     | 《조선일보사》 |
| 제55회 | 2024년        | 김기태        | 《두 사람의 인터내셔널》                 | 《조선일보사》 |